# أندريه كوليسنيكوف
أندريه بوريسوفيتش كوليسنيكوف (بالروسية: Андрей Борисович Колесников)‏ وُلد في 6 شباط/فبراير 1977 - وقُتلَ في 11 آذار/مارس 2022 كان لواءً روسيًا.

## السيرة الذاتيّة
وُلد كوليسنيكوف في فورونيج أوبلاست في 6 شباط/فبراير 1977، وتخرَّج من كليّة الدبابات في كازان (1999)، وأكاديمية الأسلحة المشتركة للقوات المسلحة للاتحاد الروسي (2008)، والأكاديمية العسكرية لهيئة الأركان العامة للاتحاد الروسي (2020). أصبحَ كولسنيكوف عام 2010 مقدمًا في الجيش وشغلَ منصب رئيس أركان فرقة الحرس الرابع للدبَّابات. رُقيَّ إلى رتبة لواء وعُين في كانون الأول/ديسمبر 2021، قائدًا للجيش 29 من الأسلحة المشتركة للمنطقة العسكرية الشرقية في كراي عبر البايكال.
شاركَ كوليسنيكوف في الغزو الروسي لأوكرانيا وقُتل هناك وفقًا للمسؤولين الأوكرانيين وذلك في الحادي عشر من آذار/مارس 2022. أكَّد مسؤولو الناتو أن قائدًا روسيًا من المنطقة العسكرية الشرقية لروسيا أصبح ثالث ضابط روسي يُقتَل في الأعمال العدائية (بعد أندريه سوخوفيتسكي وفيتالي جيراسيموف)، لكنّهم لم يُحدِّدوا اسمه، وقالت مصادر غربيّة إنَّ نحو 20 جنرالًا انتشروا في الجبهة الأوكرانية قُتل ثلاثة منهم حتّى حينها. قالت مصادر غربية إنَّ المزيد من الجنرالات يُقتلون أكثر من المعتاد لأنهم يُدفعون إلى خطِّ المواجهة لرفعِ معنويات الجنود الروس، فيما قالَ المسؤولون الأوكرانيون إنَّ اللواء الرابع، أوليج ميتيايف قُتل هو الآخر في 15 آذار/مارس في ماريوبول.